# Feistritzbach (Metnitz)
Der Feistritzbach ist ein rechter Nebenfluss der Metnitz im Mödringbergzug im Gemeindegebiet von Metnitz in Kärnten.
Er entspringt südlich der Lamerhöhe auf einer Höhe von etwa 1390 m, nur etwa 1 km südsüdwestlich der Quelle des Vellachbachs. Der Feistritzbach fließt zunächst in südöstliche Richtung und wendet sich im weiteren Verlauf in einem weiten Bogen allmählich in Richtung Nordosten. Das obere Feistritzbachtal ist nur mehr sehr dünn besiedelt; erst nach über 4 km erreicht der Feistritzbach auf etwa 1000 m Seehöhe den ersten am Bach liegenden Hof. Gut 4 km weiter bachabwärts liegt links weit oberhalb des Feistritzbachs die Pfarrkirche Feistritz ob Grades.
Im klammartigen Unterlauf fließt der Feistritzbach neben der L62C Prekova Landesstraße. Die Höfe an den Hängen oberhalb des Bachs gehören zur Streusiedlung Schnatten. Der Feistritzbach tritt bei der Siedlung Marienheim ins Tal der Metnitz aus und unterquert unmittelbar vor seiner Mündung die L62 Metnitztal Landesstraße.